# Population Ecology-Ansatz
Der Population Ecology-Ansatz ist ein Begriff aus der Organisationssoziologie. Er ähnelt der synthetischen Evolutionstheorie der Biologie, die ursprünglich von Charles Darwin entwickelt wurde. Durch die ständige Weiterentwicklung der Population und weil jedes Individuum einer Selektion unterworfen ist, erhöhen sich die Chancen der an die dynamische Umwelt angepassten Populationen zu überleben, während die Überlebenschancen der „Schwächeren“ sinken.
Hier wird erläutert, wie diese Theorie für die Wirtschaft weiterentwickelt wurde und als organisationale Evolutionstheorie auf Unternehmen angewendet worden ist.
Der Population Ecology Ansatz wurde vor allem in den USA angewendet und weiterentwickelt, wohingegen in Deutschland hauptsächlich die Theorie des Evolutionären Managements diskutiert wurde.

## Hauptvertreter und Hauptwerke
- Michael T. Hannan und John H. Freeman (1977): The Population Ecology of Organizations
- Hannan/Freeman (1989): Organizational Ecology
- Aldrich/McKelvey entwickelten aufbauend auf der Theorie von Hannan/Freeman den Population Ecology Ansatz weiter (1984)
- Vierling (2008): Organisationale Trägheit (Modellentwurf)

## Theorie
Ausgehend von der Annahme, dass es drei Gründe gibt, warum Organisationen nur in einem sehr geringen Maße fähig sind, sich zielgerichtet an Umweltveränderungen anzupassen, nämlich,
- (a) unterschiedliche Interessengruppen, die unterschiedliche Ziele verfolgen
- (b) unvollkommene Informationen über Zweck-Mittel-Beziehungen
- (c) die Trägheit von Organisationen

befassen sich Hannan und Freeman in ihrer Theorie hauptsächlich mit der „organisationalen Trägheit“.

### Hannan/Freeman
Nach Michael T. Hannan und John H. Freeman wird die organisationale Trägheit durch eine Vielzahl von Prozessen hervorgerufen und lässt sich in interne und externe Hindernisse einteilen. Interne Hindernisse können zum Beispiel Investitionen, die nicht getätigt werden können, da das nötige Know-how fehlt oder der innere Widerstand gegen Restrukturierung sein. Beispiele für externe Hindernisse können unter anderem die Markteintritts- und Marktaustrittsbarrieren oder die finanzielle Belastung für die Beschaffung des nötigen Know-hows sein.
Des Weiteren fassen Hannan/Freeman die einzelnen Organisationen zu sogenannten „Populationen“ zusammen, welche dann in ihrem Wandel analysiert werden. Die einer Population angehörenden Organisationen zeichnen sich durch eine gemeinsame Grundstruktur, einen gemeinsamen Bauplan oder ein gemeinsames Basismuster aus.
Ausgehend von diesen Populationen analysieren Hannan/Freeman nun, unter Zuhilfenahme der Evolutionstheorie, nach Variation, Selektion und Erhaltung.

#### Variation
Veränderungen oder Abänderungen von Populationen entstehen vor allem durch Neugründungen von Organisationen. Viele Gründer orientieren sich an bereits bestehenden erfolgreichen Organisationen, bewahren Bewährtes und fügen neue Strukturen hinzu.

#### Selektion
Im Population Ecology Ansatz wird nur eine Art der Selektion berücksichtigt, nämlich das Aussterben „schlechter“ (schlecht angepasst, nutzlos) und das Überleben „guter“ (erfolgreicher) Systeme. Die Selektion wird durch die Einschränkungen der Umwelt vorgegeben. Es gibt sehr viele Umweltbedingungen, an die sich eine Organisation anpassen muss, zum Beispiel Konjunkturschwankungen, Wirtschaftskrisen, technologische Erneuerungen, unvorhersehbare Ereignisse und vieles mehr.

##### Erhaltung / Bewahrung
Erfolgreiche Organisationen werden, laut Population Ecology Ansatz, institutionalisiert und in die Gesellschaft übernommen. Außerdem bilden sich bürokratische Routinen, die leicht weitergegeben werden können.

### Aldrich/McKelvey
Aufbauend auf der Theorie von Hannan/Freeman entwickelten Aldrich/McKelvey nun den Population Ecology Ansatz weiter. Im Unterschied zu Hannan/Freeman arbeiteten sie nicht mit dem Begriff „Populationen“, sondern sprechen von organisationseigenen Kompetenzen. Diese Kompetenzen bestehen aus Elementen organisationalen Wissens, wie zum Beispiel Patenten, Verfahrensvorschriften oder Arbeitstechniken.

#### Variation
Die Übernahme dieses „organisationalen Wissens“, auch Comps genannt, findet über zwischenmenschliche Interaktionen statt, wie zum Beispiel externe Berater, Seminare, aber auch Einstellung neuer Mitarbeiter oder Industriespionage.

#### Selektion
Die Auswahl erfolgt durch den Erfolg, den dieses Wissen verspricht oder vorzuzeigen hat. Erfolgreiches Wissen verbreitet sich daher in diesem Ansatz weitaus schneller als weniger erfolgreiches. Genauso werden „wissende“ Personen oft als Vorbilder herangezogen oder zu Vorträgen und Seminaren eingeladen. Auch die Abwerbung fähiger Mitarbeiter ist eine Methode neues organisationales Wissen zu erringen.

##### Erhaltung / Bewahrung
Wie auch bei Hannan/Freeman wird die Erhaltung dieser Comps durch Institutionalisierung und bürokratische Routinen sichergestellt.

## Empirische Untersuchungen
Die Forschungsarbeiten des Population Ecology-Ansatzes zeigten auf, dass Populationen von Organisationen im Zeitverlauf Veränderungen unterliegen. Dabei bilden sich drei Untersuchungsschwerpunkte heraus:
- Prozesse des Scheiterns von Organisationen,
- Gründungsprozesse von Organisationen und
- Prozesse des organisationalen Wandels.

Zentrale Konzepte der Population Ecology-Forschung:

### Liability of Newness
Es beschreibt die Tendenz junger Unternehmen, häufiger aus einem Markt auszuscheiden als alte Unternehmen. Einige Grunde dafür sind: Junge Organisationen und ihre Führungskräfte müssen ihre gesellschaftliche Rollen als soziale Akteure erst lernen; sie sind gezwungen, Beziehungen zu Kunden, Lieferanten und Kapitalgebern neu aufzubauen und besitzen damit Wettbewerbsnachteile gegenüber alten Organisationen.
Hannan/Freeman (1984) nennen die weiteren Gründe. Sie behaupten, dass nur die Unternehmen eine hohe Überlebenswahrscheinlichkeit besitzen, die über ein hohes Maß an Zuverlässigkeit (reliability) und Rechenschaftsfähigkeit (accountability) verfügen.
In jüngeren Arbeiten wurde aber auch auf die Möglichkeit nicht-monotone Beziehungen zwischen dem Alter und Überlebenswahrscheinlichkeit von Unternehmen hingewiesen. Brüderl/Schüssler (1990) zeigen in einer empirischen Untersuchung, dass die Überlebenswahrscheinlichkeit einer Kohorte von Unternehmen in den ersten Lebensjahren zunächst abnimmt, dann aber mit zunehmendem Alter der Unternehmen kontinuierlich steigt. Die Autoren beschreiben dieses Phänomen als liability of adolescence.
Banaszak-Holl (1991) findet in ihrer Untersuchung einen positiven, nicht signifikanten Effekt des Unternehmensalter auf die Insolvenzwahrscheinlichkeit sowie einen signifikanten positiven Effekt des Alters auf die Wahrscheinlichkeit einer Fusion. Dieses Muster einer im Zeitverlauf ansteigenden Mortalitätsrate wurde von Carroll (1987) als liability of aging bezeichnet.

### Liability of Smallness
Dieses Konzept betrifft den vermuteten Zusammenhang zwischen der Unternehmensgröße zum Zeitpunkt der Gründung und der Überlebenswahrscheinlichkeit des Unternehmens. Konkret besagt es, dass kleinere Unternehmen ceteris paribus eine geringere Überlebenswahrscheinlichkeit besitzen als große Unternehmen der gleichen Alterskohorte. Die hauptsächlichen Gründe dafür sind Kapitalmarktrestriktionen für die Kleinen; Kostennachteile, z. B. in der Produktion oder Forschung; Nachteile beim Wettbewerb um qualifizierte Arbeitskraft usw. Ambutgey/Dancin/Kelly (1994) finden in ihren Untersuchungen heraus, dass Mortalitätsraten von Unternehmen mit zunehmender Unternehmensgröße zunächst ansteigt, für große Unternehmen wieder monoton sinkt. Die Autoren bezeichnen es als liability of the middle.

### Theory of Founding Conditions
In verschiedenen Studien haben Vertreter des Organizational-Ecology-Ansatzes die Bedeutung der Gründungsbedingungen für die Überlebenswahrscheinlichkeit von Unternehmen hervorgehoben. Die Unternehmen erwerben zum Gründungszeitpunkt überlebenswichtige strukturierende Charakteristika, die über den gesamten Lebenszyklus nahezu unverändert beibehalten werden. Werden die Charakteristika des Unternehmens von der Umwelt positiv selektiert, verbreiten sie sich zunehmend innerhalb der Population. Dagegen verschwinden Unternehmen mit unterlegenen Charakteristika auf längere Sicht aus der Population. Interne Merkmale der Unternehmensgründung, sind beispielsweise Kapitalhöhe und Kapitalstruktur, die Anzahl der Vorgängerunternehmen, die verwendete Technologie usw. Unternehmensexterne Umweltbedingungen, die die Charakteristika der Unternehmensgründung beeinflussen, sind z. B. Höhe der Marktkonzentration, das politische Klima usw.

### Fitness Set Theory
Hannan/Freeman (1989) untersuchen die Überlebensfähigkeit von generalisierten und spezialisierten Organisationsformen in Abhängigkeit von der Dynamik ihrer Nischen und stellten die Hypothese auf, dass spezialisierte Organisationsformen gegenüber generalisierten in „fine grined“ dynamischen Umwelten, also in Umwelten mit hoher Änderungsfrequenz, eine höhere Überlebenswahrscheinlichkeit aufweisen.
Einige Forscher arbeiten mit der historischen Evolution von Organisationen. McKelvey (1982) versucht es anhand dem Beispiel eines Stammbaumes der Evolution von Organisationen in Mesopotamien zu zeigen. Nach demselben Muster erklären Aldrich/Mueller (1982) die Verdrängung der Population, wobei die jeweils neuen Organisationsformen mit den Umweltproblemen ihrer Zeit – Kapitalbeschaffung, Beschaffung von Arbeitskräften – jeweils besser fertig wurden, und dies erklärt ihre Verbreitung.

### Density Dependencies Theory
Die Theorie nimmt an, dass die Entwicklung einer Branche von zwei sozialen Prozessen – Legitimation und Wettbewerb – maßgeblich beeinflusst wird.
Sobald die Zahl der Unternehmen in eine Population ansteigt, erhöht sich die Legitimation der Organisationspopulation. Die Population wird in zunehmendem Maß als „sozial akzeptiert“ (cognitive legitimation) angesehen. Die zunehmende Legitimation der Population wirkt sich positiv auf die Gründungswahrscheinlichkeit neuer Unternehmen aus. Mit steigender Anzahl der Unternehmen in eine Population erhöht sich neben der Legitimation auch die Wettbewerbsintensität. Zunehmende Wettbewerbsintensität verringert ceteris paribus die Gründungswahrscheinlichkeit weiterer Unternehmen und wirkt dem positiven Legitimationseffekt entgegen. Die Anzahl der zu einem bestimmten Zeitpunkt in einer Population etablierten Unternehmen wird als „Populationsdichte“ bezeichnet. Mit zunehmender Populationsdichte steigt zunächst die Überlebenswahrscheinlichkeit etablierter Unternehmen (Legitimation). Erhöht sich die Populationsdichte aber über einen kritischen Wert hinaus, so sinkt die Gründungswahrscheinlichkeit ebenso wie die Überlebenswahrscheinlichkeit der etablierten Unternehmen (Wettbewerb).

### Organizational Change
Erläuterung von dem Konzept der strukturellen Trägheit in Bezug auf den organisationalen Wandel. Organisation besteht aus „core features“ und „peripheral features“. Zu den „core features“ zählen Technologie und Marketing-Strategie; Wandel ist in diesen vergleichsweise selten und senkt die Überlebenschancen der Organisation. Alle anderen „features“ sind „peripheral“; Wandel kommt relativ häufig vor und könnte den Erfolg des Unternehmens oft durchaus positiv beeinflussen. 

## Kritik

### Positive Kritik
Evolutionäre Aspekte in Veränderungsprozessen werden sehr gut erfasst, nicht planbare Effekte werden dadurch miteinbezogen.
Es handelt sich um eine Makro-Theorie, da ganze Populationen und nicht nur einzelne individuelle Organisationen betrachtet werden. Außerdem werden auch gesamtwirtschaftliche Verhaltensweisen von Sektoren miteinbezogen.

### Negative Kritik
Die Neugründung von Organisationen ist nicht die einzige Möglichkeit der Variation, andere Mechanismen sollten auch miteinbezogen werden. Genauso ist auch die Beschränkung des „Aussterbens“, als einziger Mechanismus der Selektion unzureichend.
Als weiteren Punkt sollte auch die Veränderung der Evolutionsmechanismen berücksichtigt werden, welche sich selbst auch ständig weiterentwickeln. So ist zum Beispiel die Fähigkeit einer zielgerichteten Variation immer besser geworden. Es ist außerdem sehr schwierig festzustellen, wann eine Organisation „stirbt“ bzw. welche Organisation bei einer Fusion „stirbt“.
Ein weiterer Schwachpunkt mag auch sein, dass sich die Organisationspopulationen nicht eindeutig voneinander abgrenzen lassen und (noch) kein Konsens über die Definition von Populationen besteht.